# Óscar Meléndez (humorista)
Óscar Meléndez (21 de octubre de 1932 - Bogotá, 18 de mayo de 2015) fue un libretista, humorista y actor de teatro colombiano. Era reconocido por ser los primeros elencos de Sábados felices. 

## Biografía
Desde muy joven se incursionó al humor debutó en el programa Operación Ja-Ja en los primeros humoristas nacionales bajo las presentaciones de Alicia del Carpio y Fernando González Pacheco.
En 1972 fundó el programa humorístico nacional Sábados felices bajo la presentación de Alfonso Lizarazo, con el elenco Jaime Agudelo, Hugo Patiño, Humberto Martínez Salcedo, Jorge Zuloaga, Enrique Colavizza y Marcelino Rodríguez en su personaje de Rabiol Pedrero hasta su salida en 1993.
Tras de su retiro fundó el Teatro Sucre, de actuaciones y participaciones humorísticas. Actuó en funciones privadas hasta su retiro definitivo en 2000. El 18 de mayo de 2015 falleció en Bogotá tras de sufrir un infarto de miocardio, de pasar sus últimos años en depresión y padecimiento de una enfermedad cardíaca.